# Ateliers rémois de constructions électriques
Pour les articles homonymes, voir ARCE.
Les Ateliers Rémois de Constructions Électriques (A.R.C.E.) puis A.R.C.E. Marelli à partir de 1928, furent un important fabricant d’appareillages actif durant un demi-siècle, jusque fin des années 1970.

## A l'origine, un prestigieux constructeur automobile
L’épopée industrielle démarre sur Witry en 1906 lorsque deux ingénieurs parisiens désireux de se rapprocher des Ardennes, bassin fournissant alors de nombreuses pièces métalliques pour véhicules, fondent la S.C.A.R., Société de Construction Automobile de Reims.
Cela apporte une diversification économique à une agglomération essentiellement tournée vers l’activité viticole et le textile.
Le succès vient rapidement, toutefois interrompu par la Grande Guerre et son cortège de destructions.
La production, désormais recentrée sur les pièces détachées, redémarre dès 1919. La jeune société ne peut en effet lutter face à des constructeurs aux moyens bien supérieurs.
Le site de Witry ferme en 1924, avant d’être rapidement repris par l’italien Marelli.

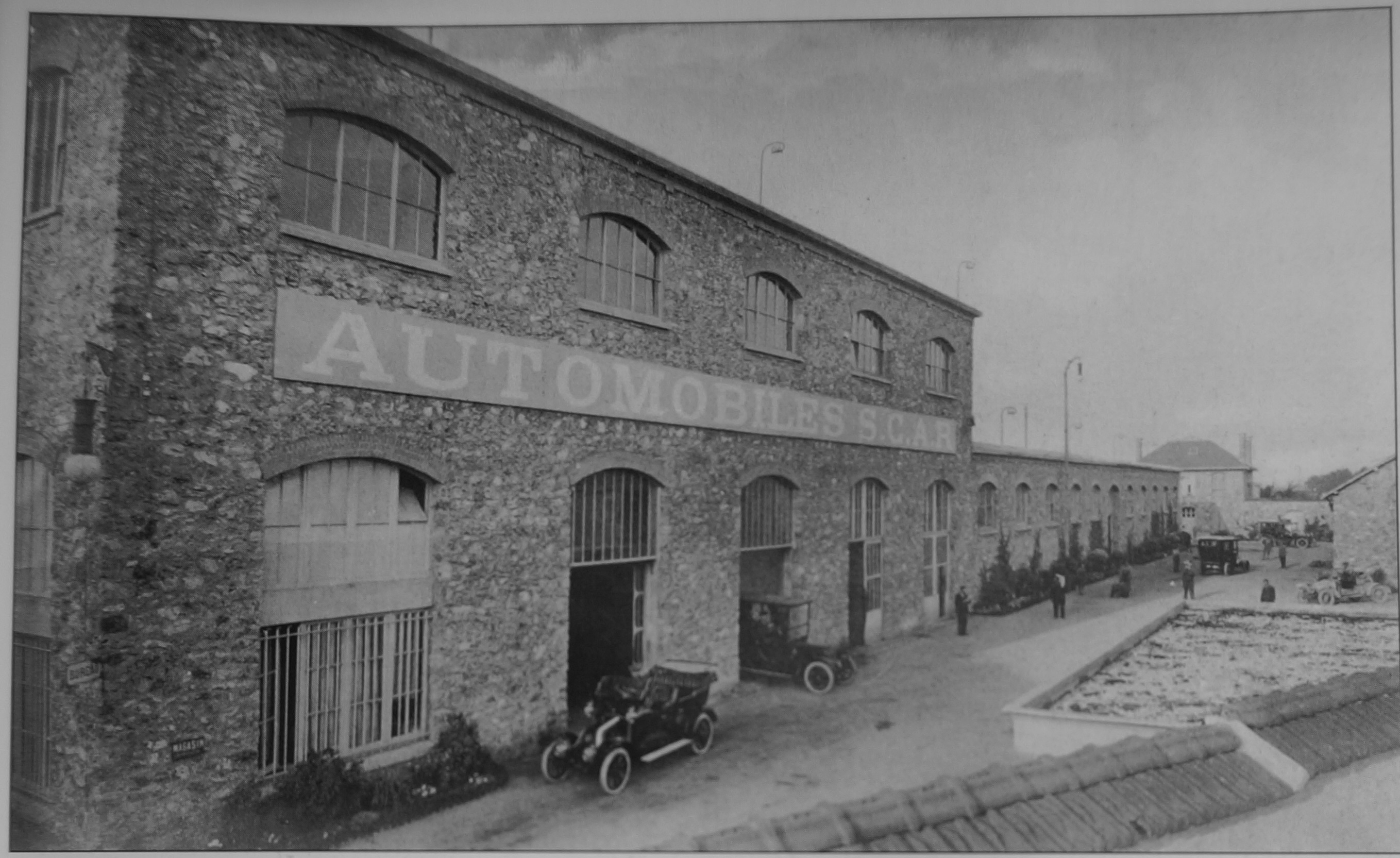
S.C.A.R. à Witry.
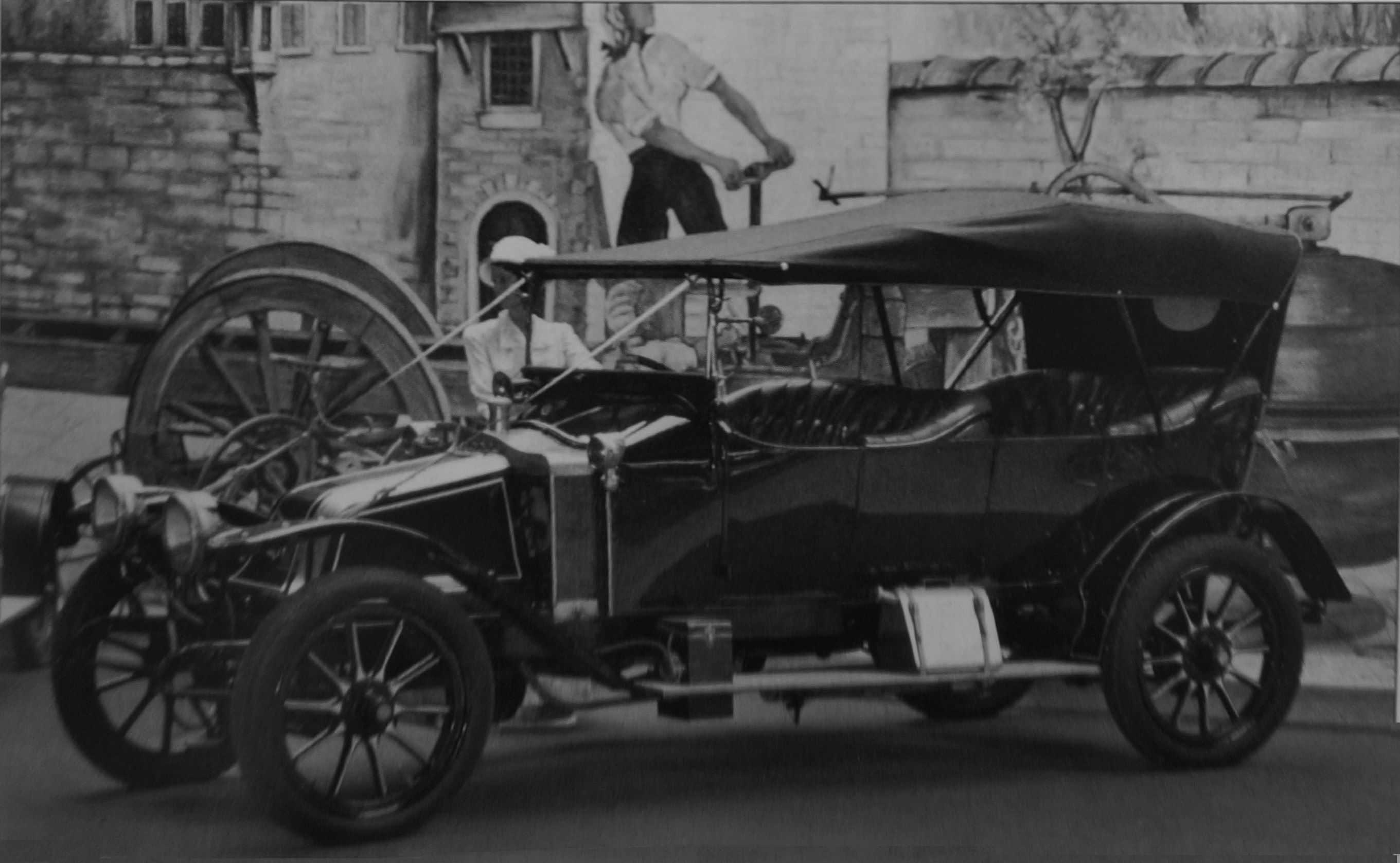
Torpedo d'avant guerre,
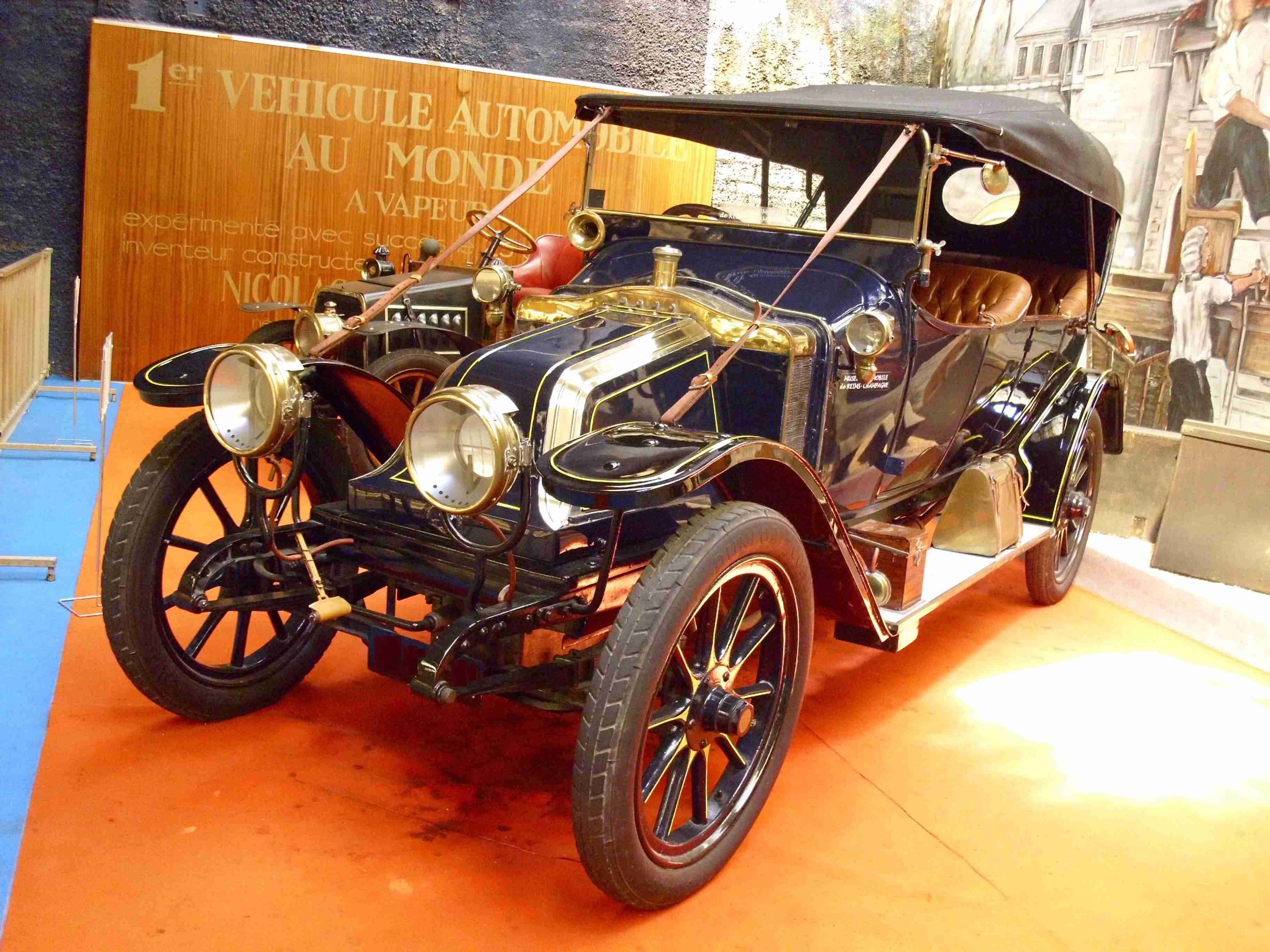
S.C.A.R. mod. 1908, Musée automobile Reims Champagne.

## Des voitures aux équipements électriques
Au nord-est de la banlieue rémoise le nouveau venu assemble, sous licence, une gamme complète de produits jusqu’à l’automne 1978, des moteurs électriques aux solutions d’aération comme les ventilateurs d’appartement, fixés au plafond.

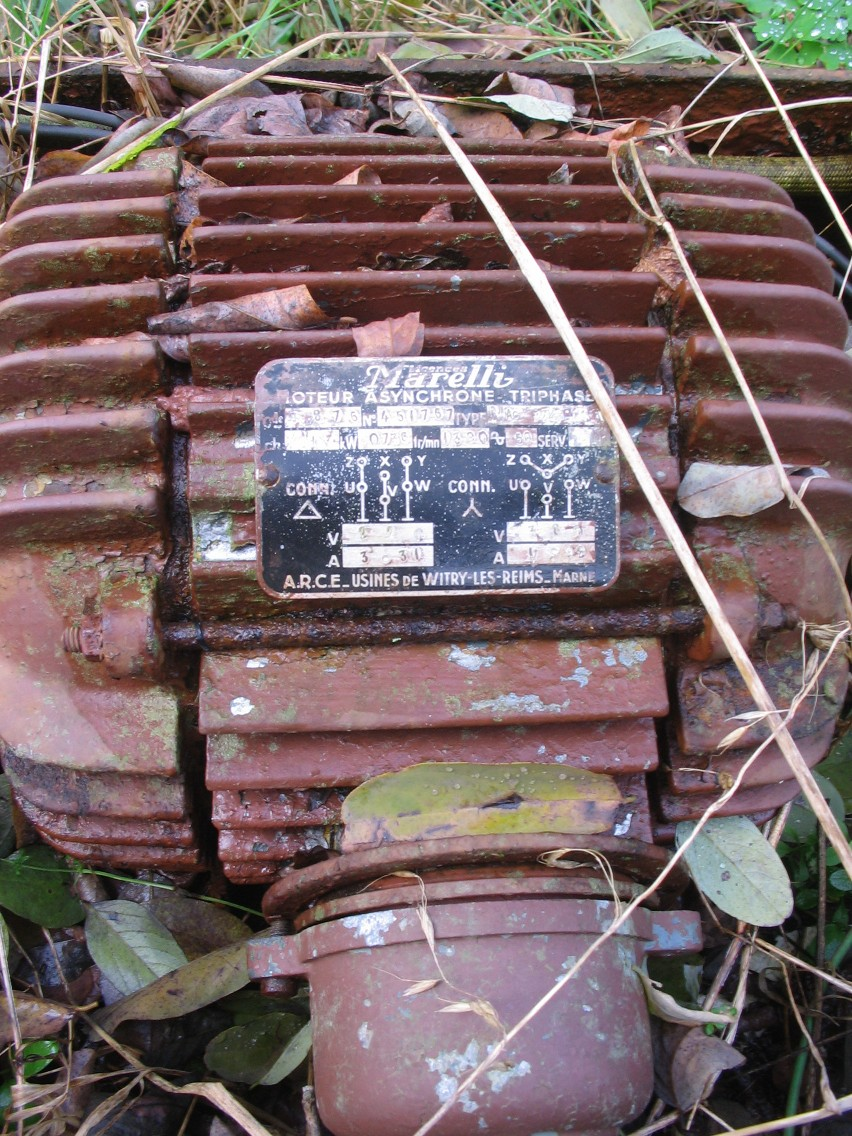
c'est fini pour ce moteur...

L'activité emploie 150 ouvriers à l'aube de la Seconde guerre mondiale, une centaine de plus en 1950.

## Fin de décennie 1980, une nouvelle activité décolle
Après un hiatus de 10 ans, la SECAN, équipementier aéronautique investit une partie des locaux.